# Dâmbovița
A Dâmbovița folyó (régebbi térképeken Dîmbovița) a Jézer-hegységben ered és déli irányba folyik. Átszeli Bukarestet, és 258 kilométer megtétele után a főváros közelében Călărași megyében az Argeș folyóba ömlik. Dâmbovița megye a folyóról kapta nevét.
A folyó folyását kétszer, 1883-ban és az 1970-es években megváltoztatták. Először az áradások elkerülése, másodszor városrendezés és a bukaresti metró megépítése volt a cél.

## Települések
A folyó a következő településeken folyik keresztül:
- Dragoslavele
- Malu cu Flori
- Cândești
- Vulcana-Băi
- Voinești
- Mănești
- Dragomirești
- Lucieni
- Nucet
- Contești
- Lungulețu
- Bukarest (főváros)
- Plătăresti
- Vasilați
- Budești (város)

## Képek

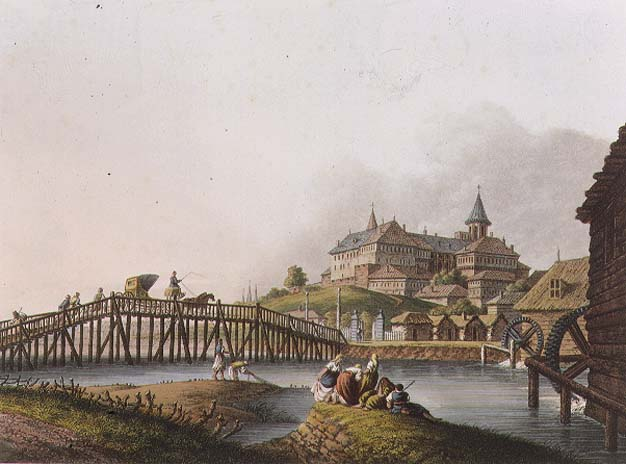
A Dâmbovița Bukarest külterületein (1837)
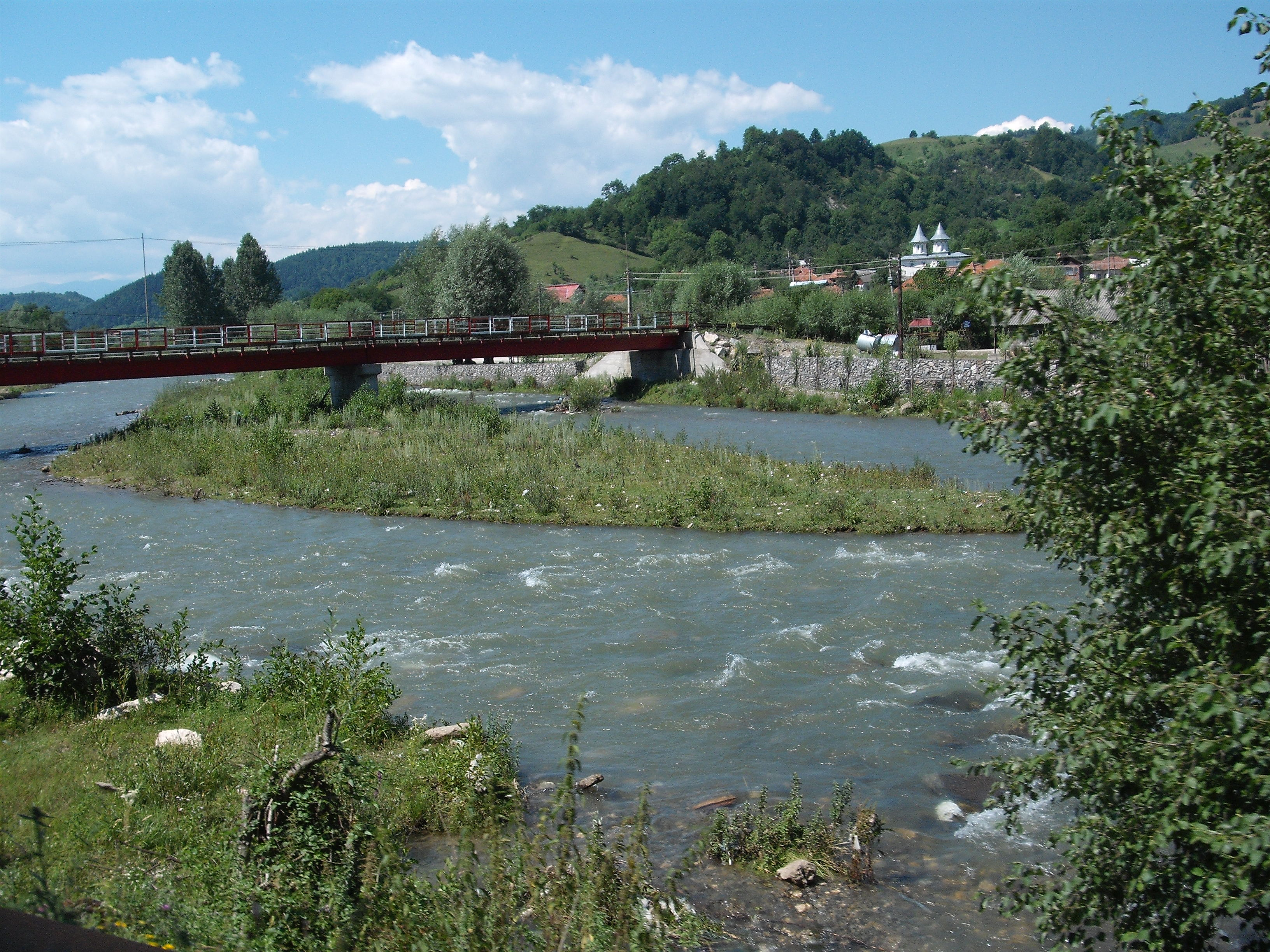
Malu cu Florinál
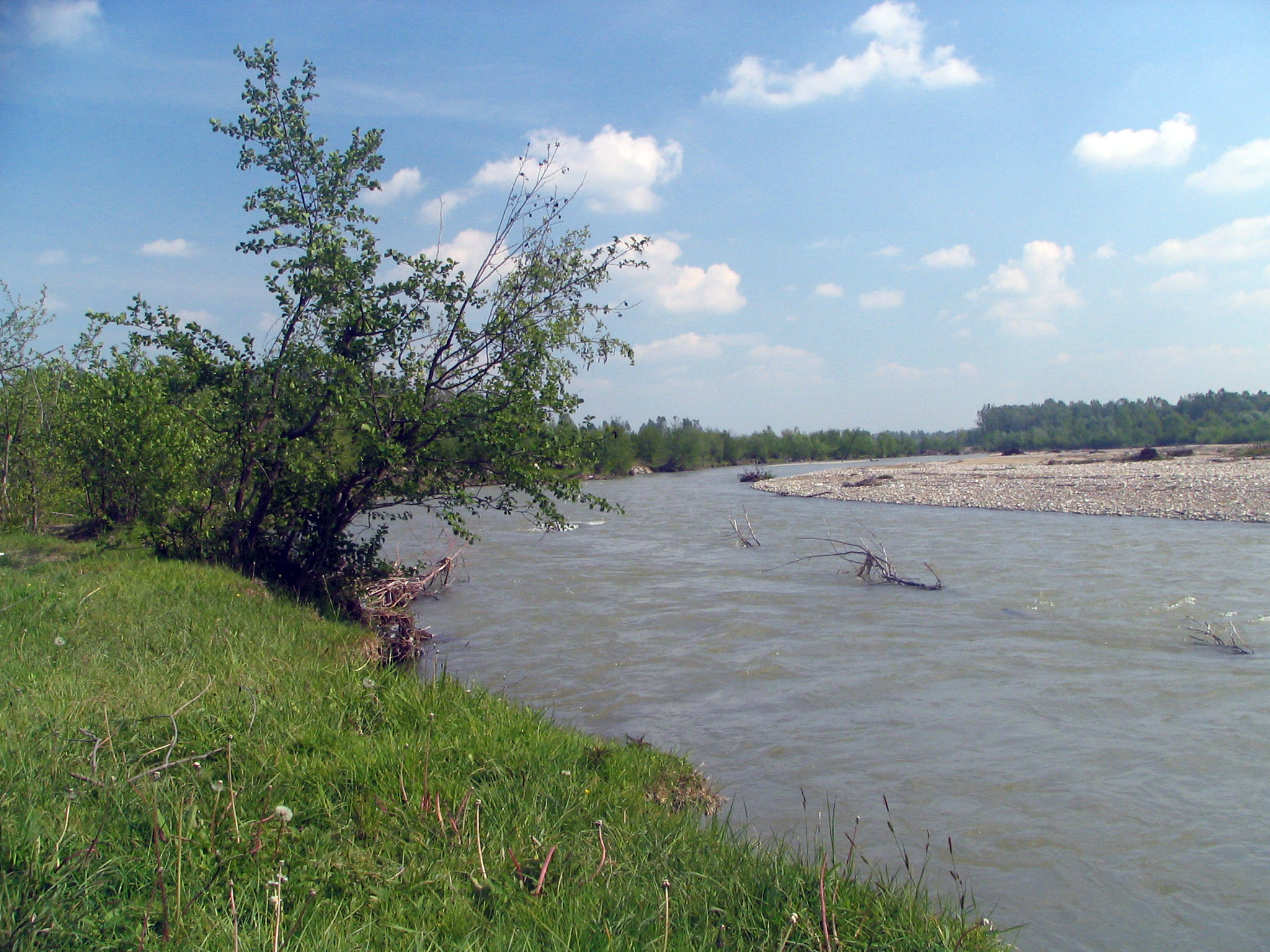
A Dâmbovița Măneștiben, Dâmbovița megyében
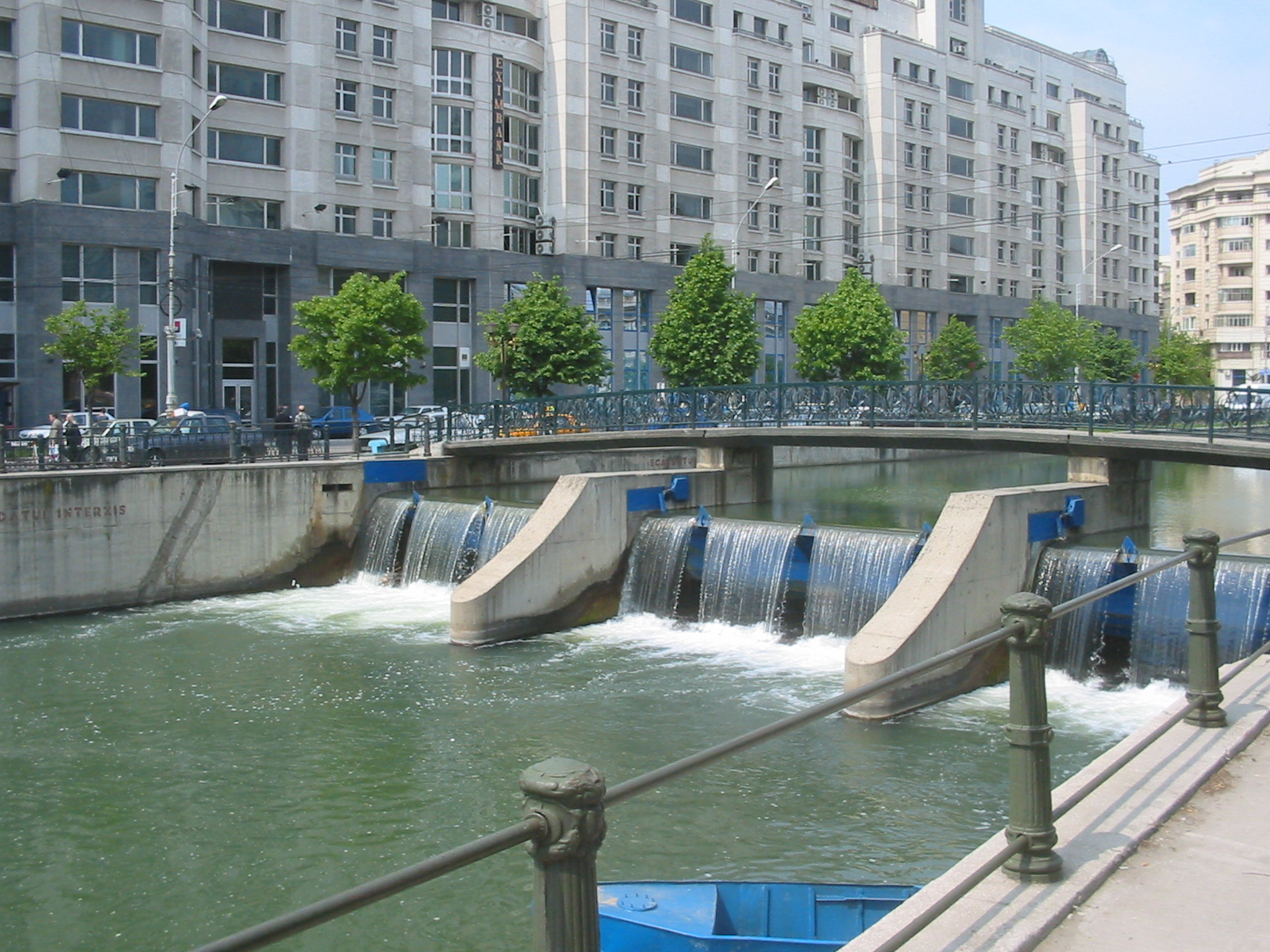
Bukarestnél